# Leptoiulus bjelasnicensis
Leptoiulus bjelasnicensis är en mångfotingart som beskrevs av Karl Wilhelm Verhoeff 1898. Leptoiulus bjelasnicensis ingår i släktet Leptoiulus och familjen kejsardubbelfotingar. Inga underarter finns listade i Catalogue of Life.